# Oeuvre van Carl Nielsen
Het oeuvre van Carl Nielsen kan op drie manieren weergegeven worden:
1. verdeeld naar genres;
2. op volgorde van de Fog/Schousboe-catalogus (FS);
3. op volgorde van opusnummer;
4. CNW (Carl Nielsen Werklijst) uit 2015.

## Naar genre

### Symfonieën
- Symfonie nr. 1 in g mineur. FS 16, Opus 7. (1892-94)
- Symfonie nr. 2 De fire Temperamenter, "De Vier Temperamenten". FS 29, Opus 16. (1901-02)
- Symfonie nr. 3, Sinfonia espansiva. FS 60, Opus 27. (1910-11)
- Symfonie nr. 4, Det Uudslukkelige, "Het Onuitroeibare". FS 76, Opus 29. (1914-16)
- Symfonie nr. 5. FS 97, Opus 50. (1921-22)
- Symfonie nr. 6 Sinfonia semplice, "Eenvoudige Symfonie". FS 116. (1924-25)

### Soloconcerten
- Vioolconcert. FS 61, Opus 33. (1911)
- Fluitconcert. FS 119. (1926)
- Klarinetconcert. FS 129, Opus 57. (1928)

### Orkestmuziek
- Andante tranquillo e Scherzo. Orkestratie van delen van FS 3(a-i, k-t, v). (1887)
- Kleine Suite voor Strijkers. FS 6. (1888)
- Symfonische rhapsodie in F. FS 7. (1888)
- Helios Ouverture. FS 32, Opus 17. (1903)
- A Gunnar’s Dream. Ouverture. FS 46, Opus 39. (1907-08)
- Marseillaise (Rouget de Lisle), orkestratie van FS 403 (1909)
- Ved en ung Kunstners Baare, At the Bier of a Young Artist". Arrangement voor strijkorkest, voor de begrafenis van de schilder Oluf Hartmann. FS 58. (1910)
- Nærmere Gud til dig, "Nearer my God to Thee". Parafrase voor blaasinstrumenten. FS 63. (1912)
- Pan en Syrinx. FS 87, Opus 49. (1918)
- Een denkbeeldige reis naar de Faeröer. Ouverture. FS 123. (1927)
- Bøhmisk-dansk Folketone, "Boheems-Deense volksmelodie". Parafrase voor strijkorkest. FS 130. (1928)

### Harmonieorkest
- Paraphrase over "Nærmere Gud til dig" (1912)
- Nu lyser løv i lunde, mars

### Kamermuziek
- Diverse blaastrio's en kwartetten. FS 3a. (1879-83). (verloren gegaan)
- Strijkkwartet in d mineur. FS 3d. (1882-83)
- Fantasie voor klarinet en piano. FS 3h;
- Pianotrio in G majeur. FS 3i. (1883)
- Diverse delen voor Strijkkwartet. FS 3c. (1883-87)
- Strijkkwartet in F majeur. FS 3k. (1887)
- Strijkkwartet nr. 1, in g mineur. FS 4, Opus 13. (1887-88, bewerkt 1900)
- Strijkkwintet in G majeur. FS 5. (1888)
- Twee fantasieën voor hobo en piano FS8, opus 2;
- Strijkkwartet nr. 2, in f mineur. FS 11, Opus 5. (1890)
- Strijkkwartet nr. 3, in Es majeur. FS 23, Opus 14. (1897-98)
- Strijkkwartet nr. 4, in F majeur (Piacevolezza). FS 36, Opus 44. (1906, bewerkt 1919).
- Ved en ung kunstners baare (Aan de baar van een jonge kunstenaar). Voor strijkkwintet, voor de begrafenis van Oluf Hartmann. FS 58. (1910)
- Canto Serioso FS132, voor hoorn en piano
- Serenata in Vano (Vergeefse serenade). Voor klarinet, fagot, hoorn, cello en contrabas. FS 68. (1914)
- Drie delen uit Moderen uit FS 94
- Blaaskwintet, voor fluit, hobo (althobo), klarinet, hoorn en fagot. FS 100, Opus 43. (1922)

### Pianowerken
- Skomagerens Brudevals, "Cobbler's Wedding Waltz". FS 2. (dubious, 1878)
- Caractærstykker, "Twee karakterwerken". FS 3f. (1882-83)
- Vijf Pianowerken, opus 3. FS 10. (1890)
  - 1. Folketune
  - 2. Humoreske
  - 3. Arabeske
  - 4. Mignon
  - 5. Alfedans.
- Symfonische suite. FS 19, Opus 8. (1894)
  - I. Intonation: Grave
  - II. Quasi Allegretto
  - III. Andante
  - IV. Finale: Allegro
- Humoreske Bagateller. FS 22, Opus 11. (1894-97)
  - 1. Goddag! Goddag!
  - 2. Snurretoppen
  - 3. En lille langsom Vals
  - 4. Sprællemanden
  - 5. Dukke-March
  - 6. Spilleværket
- Festpræludium "Ved Århundredskiftet", Festival Prelude. FS 24. (1900)
- Drømmen om 'Glade Jul', "The Dream of 'Silent Night'". FS 334. (1905)
- Chaconne. FS 79, Opus 32. (1916)
- Thema  met variaties. FS 81, Opus 40. (1917)
- Piano Suite [Den Luciferiske, "The Luciferan"]. FS 91, Opus 45. (1919-20)
- Tre Klaverstykker, Drie Werken. FS 131, Opus 59. (1928)
- Klavermusik for Smaa og Store, "Pianomuziek voor jong en oud". 2 delen. FS 148, Opus 53. (1930)
- Pianostuk in C. FS 159. (1931)

### Orgelwerken
- 29 smaa Præludier, "29 kleine preludes". FS 136, Opus 51. (1929)
- 2 efterladte Præludier, "2 nagelaten preludes". FS 137. (1930)
- Commotio. FS 155, Opus 58. (1931)

### Vioolwerken
- Polka in A Majeur. FS 1. (1874)
- Prelude, thema en variaties FS 104, Opus 48. (1923)
- Prelude en presto. FS 128, Opus 52. (1927-28)

### Opera's
| Voltooid in | titel                          | aktes       | première                                           | libretto                                                                  |
| ----------- | ------------------------------ | ----------- | -------------------------------------------------- | ------------------------------------------------------------------------- |
| 1898-1901   | Saul og David, (Saul en David) | 4 bedrijven | 28 november 1902, Kopenhagen, Det Kongelige Teater | Einar Christiansen naar het 1e boek Samuel uit het Oude Testament         |
| 1904-1906   | Maskarade (Maskerade)          | 3 bedrijven | 11 november 1906, Kopenhagen, Det Kongelige Teater | Vilhelm Rasmus Andersen, naar het toneelstuk van Ludvig Baron von Holberg |

### Toneelmuziek
- En Aften paa Giske, "Een avond op Giske". Tekst door A. Munch. Ouverture naar het toneelstuk. FS 9. (1889)
- Snefrid. Tekst door H. Drachmann. FS 17. (1893, bewerkt in 1899)
- Atalanta. Tekst door G. Wied & J. Petersen. FS 30. (1901) (slechts een lied, tekst door J. Petersen)
- Hr. Oluf han rider, "Heer Oluf rijdt". Tekst door H. Drachmann. FS 37. (1906)
- Tove. Tekst door L. Holstein. FS 43. (1906-08)
- Willemoes. Tekst door L.C. Nielsen. FS 44. (1907-08)
- Forældre, "De ouders". Tekst door O. Bentzon. FS 45. (1908) (slechts één stuk voor piano)
- Ulvens Søn, "Het wolvenjong". Tekst door A. Aakjær. FS 50. (1909) (slechts twee liederen)
- Hagbarth og Signe, "Hagbarth en Signe". Tekst door A. Oehlenschlæger. FS 57. (1910)
- Sankt Hansaftenspil, "Een zomeravondspel". Tekst door A. Oehlenschlæger. FS 65. (1913)
- Fædreland, "Het vaderland". Tekst door E. Christiansen. FS 71. (1915) (slechts een lied en een stuk voor koor)
- Voorspel voor de Shakespeareviering. Tekst door H. Rode. FS 80. (1916)
- Løgneren, "De leugenaar". Tekst door J. Sigurjonsson. FS 88. (1918) (slechts een lied)
- Aladdin. Tekst door A. Oehlenschlæger. FS 89 (1918-19)
- Moderen, "De Moeder". Tekst door H. Rode. FS 94, Opus 41 (1920)
- Cosmus. Tekst door E. Christiansen. FS 98. (1921-22) (slechts twee liederen)
- Ebbe Skammelsen. Tekst door H. Bergstedt. FS 117. (1925)
- Amor og Digteren, "Amor en de dichter". Tekst door S. Michaelis. FS 150. (1930)
- Paaskeaftensspil, "Paasavondspel". Tekst door N.F.S. Grundtvig. FS 156. (1931)

### Cantates
- Cantate voor het Lorens Frølich Festival. Tekst door A. Olrik. FS 26. (1900)
- Cantate voor de Studentenvereniging. Tekst door H. Drachmann. FS 31. (1901)
- Cantate for the Anniversary of Copenhagen University. Tekst door N. Møller. FS 47, Opus 24. (1908)
- Cantate for the Commemoration of 11 February 1659, for the 250th anniversary of the storming of Copenhagen. Tekst door L.C. Nielsen. FS 49. (1909)
- Cantate voor de openingsceremonie van de Nationale tentoonstelling Aarhus 1909. Tekst door L.C. Nielsen; in samenwerking met E. Bangert. FS 54. (1909)
- Cantate ter nagedachtenis aan P.S. Krøyer. Tekst door L.C. Nielsen. FS 56. (1909)
- Cantate voor het eeuwfeest van de Kamer van Koophandel. Tekst door V. Rørdam. FS 86. (1917)
- Cantate voor het eeuwfeest van de Polytechnic High School. Tekst door H.H. Seedorff Pedersen. FS 140. (1929)
- Cantate for the 50th Anniversary of the Young Merchants' Education Association. Tekst door H.H. Seedorff Pedersen. FS 153. (1930)
- Cantate for the opening of the Swimming Baths. Tekst door H.H. Seedorff Pedersen. FS 302. (1930)
- Cantate voor de opening van het Radium Station. Tekst door V. Rørdam. FS 303. (1931)
- Chorus for the 50th Anniversary of the Danish Cremation Union. Tekst door S. Michaelis. (1931)

## Fog/Schousboe-catalogus
Sinds 1965 is het gezamenlijk werk van Nielsen gecatalogiseerd door Dan Fog en Torben Schousboe. Deze catalogus is tot het nummer FS161 bijna geheel chronologisch op rij gezet (qua publicatie) op een enkele uitzondering na, FS132 en FS161. De nummers hoger dan FS161 zijn later teruggevonden.
- FS 1. Polka in A gr.t. Voor viool. (1874)
- FS 2. Skomagerens Brudevals, "Cobbler's Wedding Waltz". Voor piano (1878?)
- FS 3. Diverse niet gepubliceerde werken, aanwezig in de Koninklijke Deense Bibliotheek. 
  - FS 3a. Diverse blaastrio's en kwartetten (1879-83, verloren gegaan)
  - FS 3b. Sonate nr. 1 voor viool en piano in G gr.t. (1881-82)
  - FS 3c. Diverse stukken voor Strijkkwartet (1883-87)
  - FS 3d. Strijkkwartet in d kl.t. (1882-83).
  - FS 3e. Duo (in drie delen) in A gr.t. voor twee violen (1882-83).
  - FS 3f. Caractærstykker, "Twee Karakterstukken". Voor piano (1882-83)
  - FS 3g. Vuggevise, "Lullaby" (1883)
  - FS 3h: Fantasie voor klarinet en piano, g kl.t. (1881 of 1883-85)
  - FS 3i: Pianotrio in G gr.t. (1883)
  - FS 3k. Strijkkwartet in F gr.t. (1887) (verloren)
  - FS 3l. Det bødes der for i lange Aar, "A moment of pleasure, An age of pain". Lied voor mannenkoor, tekst door J.P. Jacobsen. (1887)
  - FS 3m. Længsel (I hvor jeg end slaaer Øjet hen), "Jean (Of a' the airts the wind can blaw)". Lied voor mannenkoor, tekst door Robert Burns; vertaald door Caralis (1887)
  - FS 3n-s. Diverse liederen. Tekst door E. Aarestrup, J.S. Welhaven, G.B. Byron, P.B. Shelley, J.J. Callanan, R. Burns; vertaald door Caralis, pseudoniem van C. Preetzman (1887)
  - FS 3t. Byd mig at leve, "To Athenea, who may commen him Anything". Lied voor mannenkoor, tekst door Robert Herrick; vertaald door Caralis (1887)
  - FS 3u. Før drømte jeg fast hver eneste Nat, "Earlier I dreamt every single night". Lied voor mannenkoor, tekst door J.P. Jacobsen. (1887)
- FS 4. Strijkkwartet nr. 1, in g kl.t. (1887-88, bewerkt 1900)
- FS 5. Strijkkwintet in G gr.t. (1888)
- FS 6. Kleine Suite voor Strijkers (1887-8)
- FS 7. Symfonische rhapsodie in F (1888). Het eerste deel van een geplande symfonie
- FS 8: Twee fantasieën voor hobo en piano, opus 2 (1889)
- FS 9. En Aften paa Giske, "An Evening at Giske". Ouverture en koor voor het toneelstuk door A. Munch. (1889)
- FS 10. Vijf Pianowerken (1890)
  - 1. Folk Tune
  - 2. Humoresque
  - 3. Arabesque
  - 4. Mignon
  - 5. Elf-Dance
- FS 11. Strijkkwartet nr. 2 in f kl.t. (1890)
- FS 12. Musik til fem Digte af J.P. Jacobsen, "Muziek bij vijf gedichten door J.P. Jacobsen" (1891)
  - 1. Solnedgang, "Sunset"
  - 2. I Seraillets Have, "In the Harem Garden"
  - 3. Til Asali, "To Asali"
  - 4. Irmelin Rose
  - 5. Har dagen sanket al sin Sorg, "Has the Day Gathered All its Sorrow"
- FS 13. Ongepubliceerde liederen (1891)
  - 1. Aldrig hans Ord kan jeg glemme (Paludan-Müller)
  - 2. I Drømmenes Land (Jacobsen)
  - 3. Solnedgang (Jacobsen)
- FS 14. Viser og Vers, "Liederen en verzen". Tekst door J.P. Jacobsen. (1891)
  - 1. Genrebillede, "Genre Piece"
  - 2. Seraferne, "The Seraphs"
  - 3. Silkesko over gylden Læst, "Silken Shoes on a Golden Last"
  - 4. Det bødes der for i lange Aar, "A Moment of Pleasure, an Age of Pain"
  - 5. Vise af 'Mogens', "Lied from [the short story] 'Mogens'"
- FS 15. Duitse versie van geselecteerde liederen uit FS 12 & 14 (1891)
- FS 16. Symfonie Nr. 1 in g kl.t. (1890-92)
- FS 17. Snefrid. Theatermuziek, tekst door H. Drachmann. (1893, bewerkt in 1899)
- FS 18. Zes Liederen. Tekst door Ludvig Holstein (1895-6)
  - 1. Du fine, hvide Æbleblomst, "You fine white apple blossom"
  - 2. Erindringens Sø, "The Lake of Memories"
  - 3. Sommersang, "Summer Lied"
  - 4. Sang bag Ploven, "Lied Behind the Plow"
  - 5. I Aften, "This Evening"
  - 6. Hilsen, "Greetings"
- FS 19. Symfonische suite. Voor piano. (1894)
- FS 20. Vioolsonate nr. 1 in A gr.t. voor viool en piano (1895)
- FS 21. Hymnus amoris. Koor, Deense tekst door A. Olrik; Latijnse vertaling door Johan Ludvig Heiberg. (1896-97)
- FS 22. Humoreske Bagateller. Voor piano.(1894-97)
  - 1. Goddag, Goddag, "How do you do? "
  - 2. Sprællemanden, "The Jumping Jack"
  - 3. Snurretoppen, "The Spinning-top"
  - 4. En lille langsom Vals, "Een kleine langzame wals"
  - 5. Dukkemarche, "Doll's march"
  - 6. Spilleværket, "The Musical Box"
- FS 23. Strijkkwartet nr. 3, in Es gr.t. (1897-98)
- FS 24. Festpræludium, Festival Prelude. Voor piano (1899)
- FS 25. Saul en David. Opera in vier akten. Libretto door E. Christiansen naar Samuel I en II. (1898-1901)
- FS 26. Cantata for the Lorens Frølich Festival. Koor, tekst door A. Olrik. (1900)
- FS 27. Edderkoppens Sang, "The Spider's Lied". Koor, tekst door A. Oehlenschlæger. (1899).
- FS 28. Kom Blankeste Sol, "Come, bright sun". Koor, tekst door A. Thura. (1901)
- FS 29. Symfonie Nr. 2 (1901-02)
- FS 30. Atalanta. Een lied voor het toneelstuk door Jens Petersen & Gustav Wied. (1901).
- FS 31. Cantata for the Students' Association. Koor, tekst door H. Drachmann. (1901)
- FS 32. Helios, Ouverture. (1903)
- FS 33. Søvnen, "The Sleep". Gemengd koor en orkest, tekst door Johs. Jørgensen. (1903-04)
- FS 34. Drømmen om 'Glade Jul', "The Dream of a Merry Christmas". Parafrase voor piano. (1905)
- FS 34a. Frydeligt med Jubelkor, "Joyously, with jubilant chorus". Koor, Latijnse tekst door Morten Børup; vertaald door Fr. Moth (1906)
- FS 35. Du danske Mand, "Thou Danish Man". Lied, tekst door H. Drachmann (1906)
- FS 36. Strijkkwartet nr. 4  in F gr.t. [Piacevolezza] (1906, bewerkt 1919)
- FS 37. Hr. Oluf han rider, "Sir Oluf Rides". Toneelmuziek, tekst door H. Drachmann (1906)
- FS 38. Jeg synes om din lette Gang. Voor stem en piano (1906)
- FS 39: Maskarade. Komische opera in drie akten, libretto door V. Enersen naar het toneelstuk door Ludvig Holberg (1904-06)
- FS 40. Sidskensang, "The Lied of the Siskin". Voor a-capellakoor, tekst door E. Aarestrup (1907)
- FS 41. Kom Gudsengel, stille Død!, "Come Angel of God, Tranquil Death!". Voor a-cappellakoor, tekst door E. Aarestrup (1907)
- FS 42. Strophic Liederen (1905-07)
  - Vol. 1. Tekst door (1) Helge Rode; (2 & 3) Jeppe Aakjær.
    - 1. Skal Blomsterne da visne, "Shall then the Flowers Wither?" (H. Rode)
    - 2. Høgen, "The Hawk"
    - 3. Jens Vejmand, "Jens the Roadmender"

  - Vol. 2. Tekst door (1) Johs. Jørgensen; (2) Jeppe Aakjær; (3 & 4) Johs. V. Jensen. 
    - 1. Sænk kun dit Hoved, du Blomst, "Just Bow Your Head, Oh Flower"
    - 2. Den første Lærke, "The First Lark"
    - 3. Husvild, "Homeless"
    - 4. Godnat, "Goodnight"
- FS 43. Tove. Toneelmuziek, tekst door Ludvig Holstein. (1906-08) De partituur is zoek, maar 4 delen zijn bekend.
  - 1. Vi Sletternes Sønner, "We sons of the plains"
  - 2. Fuglefængervisen, "Bird-catcher’s lied"
  - 3. Toves Sang, "Tove’s lied"
  - 4. Jægersang, "Hunter’s lied"
- FS 44. Willemoes. Toneelmuziek, tekst door L.C. Nielsen (1907-08). Vier ongepubliceerde liederen,
  - 1. Havet omkring Danmark, "The Ocean round Denmark"
  - 2. Vibekes Sang, "Vibeke’s lied"
  - 3. Fædreland, "Fatherland"
  - 4. Ja tag os, vor Moder, "Yes, Take Us, Our Mother"
- FS 45. Forældre, "The Parents". Een pianowerk voor het toneelstuk door Otto Bentzon (1908)
- FS 46. Saga-Drøm, "Gunnar’s Dream". Symfonisch gedicht voor orkest (1907-08)
- FS 47. Cantata voor the Anniversary of Copenhagen University. Koor, tekst door Niels Møller (1908)
- FS 48. Aftenstemning, "Evening Mood". Voor a-capellakoor, Duitse tekst door M. Claudius, vertaald in het Deens door C. Hauch (1908)
- FS 49. Cantata for the Commemoration of 11 February 1659, for the 250th anniversary of the Swedish Siege of Copenhagen. Koor, tekst door L.C. Nielsen (1909)
- FS 50. Ulvens Søn, "The Wolf's Son". Twee liederen voor het toneelstuk door Jeppe Aakjær (1909)
- FS 51. Liederen gearrangeerd voor unisono koor voor gebruik op school (FS 35, 42, 43, 44, 45, en Vi frie Folk, tekst door V. Rørdam, geschreven voor de Olympische Spelen in Londen, 1908)
- FS 52. De Unges Sang, "The Young Person's Lied". Lied, tekst door C. Hostrup (1909)
- FS 53. Til Snapsen i "Bel Canto". Voor mannenkoor, tekst door Aage Berntsen (1909)
- FS 54. Cantata voor the National Exhibition at Aarhus. Solisten, koor en orkest, tekst door L.C. Nielsen; in samenwerking gecomponeerd met Emilius Bangert (1909)
- FS 55. Afholdssang. Lied met piano (tekst door Moldberg-Kjeldsen) (1909)
- FS 56. Cantata for the Commemoration of P.S. Krøyer. Koor, tekst door L.C. Nielsen (1909)
- FS 57. Hagbarth og Signe, "Hagbarth en Signe". Toneelmuziek, tekst door A. Oehlenschlæger (1910)
- FS 58. Ved en ung Kunstners Baare, "At the Bier of a Young Artist". Voor strijkkwintet, ook bewerkt voor strijkorkest, voor de uitvaart van de kunstschilder Oluf Hartmann (January 1910)
- FS 59. Paaske-Liljen, "The Daffodil". Voor a-capellakoor, tekst door N.F.S. Grundtvig (1910)
- FS 60. Symfonie Nr. 3, Sinfonia espansiva (1910-11)
- FS 61: Vioolconcert (1911)
- FS 62. Børnehjælpdagens Sang, "Song for the Children's Relief Day". Koor, tekst door Johs. Jørgensen (1911)
- FS 63. Nærmere Gud til dig, "Nearer my God to Thee". Parafrase voor blaasinstrumenten, ter nagedachtenis aan de "Titanic" (1912)
- FS 64. Vioolsonate nr. 2  (1912)
- FS 65. Sankt Hansaftenspil, "A Midsummer Night's Play". Toneelmuziek, tekst door A. Oehlenschlæger (1913)
- FS 66. Ungdomssang, Johannes Jørgensen's Youth Lied (1913)
- FS 67. Ak, Julesne fra Bethlehem, "Oh, Christmas Snow From Bethlehem". Voor sopraan en mannenkoor, tekst door Johannes Jørgensen (1914)
- FS 68: Vergeefse Serenade (1914)
- FS 69. Fredlys din Jord, du danske Mand!, "Protect Your Land, Oh Danish Man!". Voor mannenkoor, tekst door A.W. Holm (1914)
- FS 70. En Snes danske Viser, "A Score of Danish Songs", Volume I. Liederen, in samenwerking met T. Laub (1913-15)
- FS 71. Fædreland, "The Fatherland". Twee liederen voor het toneelstuk door E. Christiansen. (1915)
- FS 72. Barnets Sang/Børnehjælpdagens Sang, "Songs for Children's Relief Day" (1915)
- FS 73. Hil dig, vor Fane!, "Hail to Thee, Our Banner!". Patriottisch Lied voor mannenkoor, tekst door N.F.S. Grundtvig (1915)
- FS 74. In Memoriam Franz Neruda, voor spreekstem en orkest. Tekst door J. Clausen (1915)
- FS 75. Melodier til Borups Dansk Sangbog I, "Melodieën voor Johan Borups Deens Liederenbook". Liederen, tekst door hedendaagse schrijvers (1915)
- FS 76. Symfonie nr. 4 (1914-16)
- FS 77. Drie werken voor Langeleg (1918)
- FS 78. En Snes danske Viser, "A Score of Danish Songs", Volume II. Liederen, in samenwerking met T. Laub (1914-17)
- FS 79. Chaconne. Voor piano (1916)
- FS 80. Prologue to the Shakespeare Celebration. Toneelmuziek, tekst door Helge Rode (1916)
- FS 81. Theme with Variations. Voor piano (1916-17)
- FS 82. Studie efter Naturen, "Study on Nature". Lied, tekst door H.C. Enersen (1916)
- FS 83. [49] Salmer og Åndelige Sange, "Hymnen en Christelijke Liederen" (1912-16)
- FS 84. Blomstervise, "Bloemenlied". Lied, tekst door L. Holstein (1917)
- FS 85. Hymn voor Niels W. Gade's Centenary. Koor, tekst door P. Richardt (1917)
- FS 86. Cantata voor het eeuwfeest van de Kamer van Koophandel. Solisten, Koor en Orkest, tekst door V. Rørdam (1917)
- FS 87. Pan en Syrinx, opus 49 voor orkest (1918)
- FS 88. Løgneren, "The Liar". Een lied voor het toneelstuk door J. Sigurjonsson (1918)
- FS 89. Aladdin. Toneelmuziek, tekst door A. Oehlenschlæger (1918-19)
- FS 90. Christianshavn. Lied, tekst door O. Bauditz (1918)
- FS 91. Piano Suite [Den Luciferiska, "The Luciferan"] (1919-20) – Opgedragen aan Artur Schnabel
- FS 92. Twee geestelijke liederen. Den store Mester kommer; Udrundne er de gamle Dage (1917-18)
- FS 93. Gry, "Dawn". Lied, tekst door Hansigne Lorenzen (1919-20)
- FS 94: Moderen, "De Moeder"; Toneelmuziek bij toneelstuk van Helge Rode (1920) waaruit 3 delen voor instrumenten: Moderen (kamermuziek)
- FS 95. Tyve folkelige Melodier', "Twenty Folklike Melodies'". Liederen, tekst door diverse schrijvers (1917-21)
- FS 96. Fynsk Foraar, "Springtime on Funen". Solisten, Koor en orkest, tekst door A. Berntsen (1921)
- FS 97: Symfonie Nr. 5 (1921-22)
- FS 98. Cosmus. Twee liederen voor het toneelstuk door E. Christiansen (1921-22)
- FS 99. Sof sött, du lilla Sonja, "To My Little Friend Sonja Helleberg" (tekst door C. Nielsen) (1922)
- FS 100: Blaaskwintet voor fluit, hobo (althobo), klarinet, hoorn en fagot (1922)
- FS 101. Fire folkelige Melodier', "Vier Folklike Melodies". Liederen, tekst door (1) C. Richardt; (2) B. Bjørnson; (3) C. Hostrup; (4) N.F.S. Grundtvig (1922)
  - 1. Lær mig , Nattens Stjerne, "Teach Me, Oh Stars of the Night"
  - 2. Sangen har Lysning, "The Song Casts Light"
  - 3. Hvad synger du om?, "Of What do You Sing"
  - 4. Nu skal det aabenbares, "Now Shall it be Revealed"
- FS 102. Hyldest til Holberg, "Homage to Holberg". toneelmuziek, tekst door H.H. Seedorff Pedersen (1922)
- FS 103. "Folkehøjskolens Melodibog", Liedboek voor the People's High School. Collection of Liederen, ed. door Thorvald Aagaard, in collaboration with Carl Nielsen, Th. Laub, en O. Ring (1922)
- FS 104. Prelude, thema en variaties, voor solo viool (1923)
- FS 105. Sang for 'Dansk Arbejde', Song for the association "Danish Labour". Tekst door V. Rørdam (1923)
- FS 106. Himlen mørkner stor og stum, "The Heavens darken, vast and silent". Kerstlied, tekst door M. Falck (1923)
- FS 107. Kom jul til Jord, "Come Yule to Earth". Kerstlied, tekst door J. Wiberg (1923)
- FS 108. Hjemlige Jul, "Christmas at Home". Lied, tekst door E. Bønnelycke (1923)
- FS 109. Balladen om Bjørnen, "Ballad of the Bear". Lied, tekst door A. Berntsen naar een thema van de Zweedse dichter C.J.L. Almquist (1923)
- FS 110. Der er et yndigt Land, "There is a Lovely Land". Voor a-capellakoor, tekst door A. Oehlenschlæger (1924)
- FS 111. Sangbogen Danmark, "A Danish Songbook for School and Home". Uitgegeven door Carl Nielsen en Hakon Enersen (een verzameling van Deense en Scandinavische liederen, met een voorwoord en nieuwe liederen door Nielsen) (1924)
- FS 112. Det vi ved, at siden Slangens Gift. Lied, tekst door C. Hostrup (1923-24)
- FS 113. Hymne til Livet, "Hymn to Life". Koor, tekst door S. Michaelis (1923-24)
- FS 114. Ti dansk Smaasange, "10 kleine Deense liederen". Teksten van diverse auteurs (1923-24)
  - 1. Jeg ved en Lærkerede, "I Know a Lark's Nest" (H. Bergstedt)
  - 2. Solen er saa rød Mor, "The Sun is So Red, Mother" (H. Bergstedt)
  - 3. Tyst som Aa i Engen rinder, "As Quietly as the Stream Runs in the Meadow" (H. Rode)
  - 4. Spurven sidder stum bag Kvist, "The Sparrow Sits in Silence Behind the Gable" (J. Aakjær)
  - 5. Den Spillemen spiller paa Strenge, "The Musician is Playing his Fiddle" (M. Damm)
  - 6. Naar Smaabørn klynker ved Aftentide, "When Small Children Whimper at Eventide" (C. Dabelsteen)
  - 7. Grøn er Vaarens Hæk, "Green in the Hedge in Spring" (P. Martin Møller)
  - 8. Jeg lægger mig saa trygt til ro, "I Settle Down to Sleep so Snugly" (Chr. Winter)
  - 9. O, hvor jeg er glad i dag, "Oh, Today I am so Happy" (M. Rosing)
  - 10. Den danske Sang, "Het Deense lied" (K. Hoffmann)
- FS 115. Fire jydske sange, "Vier Liederen uit Jutland". Tekst door A. Berntsen (1924-25)
  - 1. Jens Madsen aa An-Sofi, "Jens Madsen to An-Sofi"
  - 2. Wo dætter, "Our Daughter"
  - 3. Den jen aa den anden, "De een en de ander"
  - 4. Ae Lastrae, "The Haypole"
- FS 116. Symfonie Nr.6 Sinfonia semplice, "Simple Symfonie" (1924-25)
- FS 117. Ebbe Skammelsen. Toneelmuziek, toneelstuk door Harald Bergstedt (1925)
- FS 118. Foraarssang, "'Spring Lied". Koor, tekst door M. Børup (1926)
- FS 119. Fluitconcert (1926)
- FS 120. Nye Melodier til Borups Sangbog II, "Nieuwe melodieën voor Johan Borups Liedboek". Liederen, tekst door diverse schrijvers (1926)
- FS 121. Det är Höst, "It is Autumn". Lied, tekst door Alma Rogberg (1929)
- FS 122. Dansk Vejr, "Danish Weather", lied, tekst door Ove Rode (1926-7)
- FS 123. Een denkbeeldige reis naar Faeröer. Rapsodische ouverture voor orkest (1927)
- FS 124. Vocalise-Etude, voor sopraan en piano (1927)
- FS 125. Tillæg til Folkehøjskolens Melodibog, Supplement to the People's High School Songbook (1927)
- FS 126. Den trænger, ud til hvert et Sted. Lied, tekst door C. Hostrup (1927)
- FS 127. Guldfloden, "The Golden River". Lied, tekst door B.S. Ingemann (1927)
- FS 128. Prelude en presto, voor viool solo (1927-28)
- FS 129. Klarinetconcert (1928)
- FS 130. Bøhmisk-dansk Folketone, "Boheems-Deense Volkswijs". Paraphrase voor strijkorkest (1928)
- FS 131. Tre Klaverstykker, "Drie werken voor piano" (1928)
- FS 132: Canto Serioso, voor hoorn (of cello) en piano (1913)
- FS 133. Velkommen Lærkelil, "Welkom Kleine Nachtegaal". Lied, tekst door C. Richardt (1928)
- FS 134. Island, "Iceland", voor spreekstem en orkest. Tekst door Otto Lagoni (1929)
- FS 136. 29 smaa Præludier, "29 Small Preludes". Voor orgel of harmonium (1929)
- FS 137. 2 eftterladte Præludier, "2 Additional Preludes". Voor orgel (1930)
- FS 138. To Skolesange, "Twee Schoolliederen": Blomsterstøv fra Blomsterbæger, "Pollen from the Calyx"; Nu er for stakket tid forbi, "Now for a Brief Time it's Over". Voor a-capellakoor, tekst door V. Stuckenberg (1929)
- FS 139. Tre Motteter, "Drie Motets": Afflictus Sum, (Psalm 38:9, Deense en Franse Psalm 37), Dominus regit me, (Psalm 23:1-2, Deense en Franse Psalm 22), Benedictus Dominus, (Psalm 31:22, Deense en Franse Psalm 30). Voor a-capellakoor, tekst uitgezocht door Carl Nielsen en Anne Marie Carl-Nielsen (1929)
- FS 140. Cantata for the Centenary of the Polytechnic High School. Koor, tekst door H.H. Seedorff Pedersen (1929)
- FS 141. Hymne til Kunsten, "Hymn to Art". Koor, tekst door S. Michaelis (1929)
- FS 142. Hjemstavn, "My Native Soil". Lied, tekst door F. Poulsen (1929)
- FS 143. Der gaar et stille Tog. Lied, tekst door Bjørnstjerne Bjørnson (1929)
- FS 144. Til min Fødeø, "To the Isle [Funen] of My Birth". Voor a-capellakoor, tekst door S.P. Raben-Korch (1929)
- FS 145. Fremtidens Land, "Land of the Future". Lied, tekst door Bj. Bjørnson (1929)
- FS 146. Danmark nu blunder den lyse Nat, "Denmark, Now Sleeps the Clear Night". Lied, tekst door T. Larsen (1929)
- FS 147. Vi Jyder, "We Jutlanders". Lied voor het toneelstuk door Bartrumsen (1929)
- FS 148. Klavermusik for Smaa og Store, "Pianomuziek voor Jong en Oud". Voor piano, 2 delen (1930)
- FS 149. Ligbrændings-Kor, Chorus for the 50th Anniversary of the Danish Cremation Society. Koor, tekst door S. Michaëlis (1930)
- FS 150. Amor og Digteren, "Cupido en de Dichter". Theatermuziek, tekst door S. Michaëlis (1930)
- FS 151. Gensyn, "Reunion". Lied, tekst door Frederik Paludan-Muller (1930)
- FS 152. Zes Canons (For Use in Schools en Training Colleges). Voor a-capellakoor, tekst door 1. Carl Nielsen; 2. H.C. Enersen; 3. & 4. Holberg (vertaald door S. Muller); 5. Het boek Job; 6. Carl Nielsen (zijn motto van de Helios Ouverture) (1930)
  - 1. Bokserne, "De boksers"
  - 2. Traaden brister, "The Thread Snaps"
  - 3. Vægter, jeg beder, "Watchman I Beg You"
  - 4. Ikke det altid slaar til, "It Isn't Always So"
  - 5. Du skal le ad Ødelæggelse, "At Destruction and Famine Thou Shalt Laugh"
  - 6. Stilhed og Mørke, "Silence and Dark"
- FS 153. Cantata for the 50th Anniversary of the Young Merchants' Education Association. Koor, tekst door H.H. Seedorff Pedersen (1930)
- FS 154. Sjølunds Sangere, "The Singers of Sjølund". Koor, tekst door K. Elnegaard (1930)
- FS 155. Commotio. Voor orgel (1930-31)
- FS 156. Paaske-Aftensspil, "Easter-eve Toneelstuk". Theatermuziek, tekst door N.F.S. Grundtvig (1931)
- FS 157. Allegretto voor twee blokfluiten (1931)
- FS 158. Kvadet om Nordens Harpe, "The Poem of the Harp of the North". Voor mannenkoor, tekst door A. Berntsen (1931)
- FS 159. Piano Piece in C (1931)
- FS 161. Græshoppen sidder paa Engen, "Grasshopper sits in the meadow". Koor, tekst door B.S. Ingemann (1899)
- FS 302. Cantata for the Opening of the Swimming Baths. Tekst door H.H. Seedorff Pedersen (1930)
- FS 303. Cantata for the Inauguration of the Radium Station. Voor mannenkoor, tekst door V. Rørdam (1931)
- FS 304. Romance in G. Voor viool en piano (1882-83)
- FS 305. Morten Børups Majvise, "Morten Børup’s May Lied". Voor driestemmig vrouwenkoor (SSA), tekst door M. Børup (1906)
- FS 403. Orkestratie van de Marseillaise (Rouget de Lisle). (1909)
- FS 404. Jephta. Arrangement van Carissimi's Oratorium. (1922)
- FS 405. Orkestratie van Schuberts Prometheus. (1923-24)

## Opusnummer
De opuslijst van Nielsen is niet compleet, Nielsen hield de nummering kennelijk niet bij.
- Opus 1: Kleine Suite voor strijkers (1888)
- Opus 2: Twee fantasieën voor hobo en piano (1889)
- Opus 3: Vijf Pianowerken (1890)
  - 1. Folk Tune
  - 2. Humoresque
  - 3. Arabesque
  - 4. Mignon
  - 5. Elf-Dance.
- Opus 4: Fes Digte af J.P.Jacobsen, "Vijf Gedichten door J.P. Jacobsen" (1891)
  - 1. Solnedgang, "Zonsondergang"
  - 2. I Seraillets Have, "In de tuin van het harem"
  - 3. Til Asali, "To Asali"
  - 4. Irmelin Rose
  - 5. Har dagen sanket al sin Sorg, "Has the Day Gathered All its Sorrow"
- Opus 5: Strijkkwaret nr. 2 in f kl.t. (1890)
- Opus 6: Viser og Vers, "Liederen en Verzen". Tekst door J.P. Jacobsen (1891)
  - 1. Genrebillede, "Genre Piece"
  - 2. Seraferne, "The Seraphs"
  - 3. Silkesko over gylden Læst, "Silken Shoes on a Golden Last"
  - 4. Det bødes der for i mange Aar, "A Moment of Pleasure, an Age of Pain"
  - 5. Vise af 'Mogens', "Lied voor 'Mogens'"
- Opus 7: Symfonie Nr.1 in g kl.t. (1890-92)
- Opus 8: Symfonische suite. Voor piano (1894)
- Opus 9: Vioolsonate nr. 1 in A gr.t. (1895)
- Opus 10: Zes Liederen. Tekst door Ludvig Holstein (1895-6)
  - 1. Du fine, hvide Æbleblomst, "You fine white apple blossom"
  - 2. Erindringens Sø, "Lake of Memories"
  - 3. Sommersang, "Zomerlied"
  - 4. Sang bag Ploven, "Lied achter de ploeg"
  - 5. I Aften, "This Evening"
  - 6. Hilsen, "Greetings"
- Opus 11: Humoreske Bagateller. Voor piano (1894-97)
- Opus 12: Hymnus amoris. Koor, tekst door A. Olrik; Latijnse vertaling door J.L. Heiberg (1896-97)
- Opus 13: Strijkkwartet nr. 1, in g kl.t. (1887-88, bewerkt 1900)
- Opus 14: Strijkkwartet nr. 3, in Es gr.t. (1897-98)
- Opus 15: was bestemd voor Saul en David, niet gebruikt
- Opus 16: Symfonie nr.2 (1901-02)
- Opus 17: Helios Ouverture (1903)
- Opus 18: Søvnen, "The Sleep". Koor en orkest, tekst door Johs. Jørgensen (1903-04)
- Opus 19: oorspronkelijk voor Piacevolezza (1906), niet gebruikt
- Opus 20: niet gebruikt
- Opus 21: Strophic Liederen (1905-07)
  - Deel 1. Tekst door (1) H. Rode; (2 & 3) J Aakjær.
    - 1. Skal Blomsterne da visne, "Shall then the Flowers Wither?"
    - 2. Høgen, "The Hawk"
    - 3. Jens Vejmand, "Jens the Roadmender"

  - Deel 2. Tekst door (1) J. Jorgensen; (2) J. Aakjær; (3 & 4) Johs. V. Jensen
    - 1. Sænk kun dit Hoved, du Blomst, "Just Bow Your Head, Oh Flower"
    - 2. Den første Lærke, "De eerste leeuwerik"
    - 3. Husvild, "Homeless"
    - 4. Godnat, "Goodnight"
- Opus 22: niet gebruikt
- Opus 23: niet gebruikt
- Opus 24: Cantata for the anniversary of Copenhagen University. Tekst door N. Møller (1908)
- Opus 25: bestemd voor Saga-Drøm, niet gebruikt
- Opus 26: niet gebruikt
- Opus 27: Symfonie nr.3 (1910-11)
- Opus 28: niet gebruikt
- Opus 29: Symfonie nr.4 (1914-16)
- Opus 30: niet gebruikt
- Opus 31: in 1915 bestemd voor to Symfonie nr.4, niet gebruikt
- Opus 32: Chaconne. Voor piano (1916)
- Opus 33: Vioolconcert (1911)
- Opus 34: Aladdin. drie liederen naar het toneelstuk van A. Oehlenschlæger (1918-19)
- Opus 35: Vioolsonate nr. 2 (1912)
- Opus 36: niet gebruikt
- Opus 37: niet gebruikt
- Opus 38: niet gebruikt
- Opus 39: Saga-drøm, "A Gunnar’s Dream". Symfonisch gedicht voor orkest (1907-08)
- Opus 40: Thema met variaties. Voor piano (1916-17)
- Opus 41: Moderen, "De Moeder"; Toneelmuziek bij toneelstuk van Helge Rode (1920) waaruit drie werkjes kamermuziek
- Opus 42: Fynsk Foraar, "Springtime on Funen". Koor, tekst door A. Berntsen (1921)
- Opus 43: Blaaskwintet. Voor dwarsfluit, hobo (althobo), klarinet, hoorn en fagot (1922)
- Opus 44: Strijkkwartet nr. 4, in F gr.t. (1919)
- Opus 45: Pianosuite [Den Luciferiska, "The Luciferan"] (1919-20)
- Opus 46: niet gebruikt
- Opus 47: Balladen om Bjørnen, "Ballad of the Bear". Lied, tekst door A. Berntsen naar de Zweedse dichter C.J.L. Almquist (1923)
- Opus 48: Prelude, thema en variaties, voor solo viool (1923)
- Opus 49: Pan en Syrinx, voor orkest (1918)
- Opus 50: Symfonie nr.5 (1921-22)
- Opus 51: 29 smaa Præludier, "29 Small Preludes". Voor orgel of harmonium (1929)
- Opus 52: Prelude en presto, voor solo viool (1927-28)
- Opus 53: Klavermusik for Smaa og Store, "Pianomuziek voor Jong en oud". Voor piano, 2 delen (1930)
- Opus 54: Amor og Digteren, "Love and the Poet". Theatermuziek, tekst door S. Michaelis. (1930)
- Opus 55: Tre Motteter, "Drie Motets": Afflictus Sum, (Psalm 38:9, Deense en Franse Psalm 37), Dominus regit me, (Psalm 23:1-2, Deense en Franse Psalm 22), Benedictus Dominus, (Psalm 31:22, Deense en Franse Psalm 30). Voor a-capellakoor, tekst uitgezocht door Carl Nielsen en Anne Marie Carl-Nielsen. (1929)
- Opus 56: niet gebruikt
- Opus 57: Klarinetconcert (1928)
- Opus 58: Commotio. Voor orgel (1931)
- Opus 59: Tre Klaverstykker, Drie Werken. Voor piano (1928)

## Bron
- Engelstalige Wikipedia
- Robert Simpson: Carl Nielsen, Symphonist, 1865-1931; Uitgeverij Hyperion; Verenigde Staten 1989; blz 25-44.